# 多賀之丞
多賀之丞（たがのじょう、1890年 - ？）は、大相撲の元呼出し。本名：小西多賀之丞。三重県一志郡一志町（現津市）出身。

## 来歴
元々、保険外交員のかたわら消防団長を務め、義太夫語りや素人相撲の呼出しをしていたが、1934年より大相撲の高砂一門の巡業の手伝いをするようになり、1938年には高砂親方（元大関・朝潮）から呼出しの免状が与えられた。高砂部屋の呼出し初太郎とも親しくなり、1940年6月に愛知での巡業の際、呼出し不足のため電報が入り呼出しとして加入。1940年10月に病身だった呼出し初太郎が急死して、高砂一門の呼出しが不足したため呼出しとして正式採用された。
渋みのある美声で評判であり、50歳で入門しながらも呼び出し小鉄と交代で結びの一番を呼び上げていた。立呼出の制度化以前に非公式に立呼出と呼ばれていた呼出の一人である。
相撲甚句「新生日本」を作詞したことで知られる。
呼出し三平の伯父である。
人気があったが、仲間の妬みなど一身上の都合により1954年夏場所を限りに土俵を去った（廃業）。最高位は順席12人目（番付制導入以前）。
現役呼出の利樹之丞の名前は彼から取ったものである。

## 参考資料
- 「相撲史うらおもて　その3」 小島貞二 ベースボールマガジン社